# Chasseur de monstres 2
Série
Chasseur de monstres
(2015)
Pour plus de détails, voir Fiche technique et Distribution.
Chasseur de monstres 2 (捉妖记2, Zhuō yāo jì 2), sous-titré Le Destin du royaume et également connu sous le titre anglophone Monster Hunt 2, est un film chinois réalisé par Raman Hui, sorti en 2018. Il s'agit de la suite de Chasseur de monstres, sorti en 2015.
Le film est premier du box-office chinois de 2018 lors de son premier week-end d'exploitation (l'un des plus lucratifs de tous les temps), bien que bénéficiant de l'absence de concurrence hollywoodienne puisque les films étrangers sont interdits de sortir en Chine durant la période du Nouvel An chinois.

## Fiche technique
- Titre français : Chasseur de monstres 2
- Titre anglais international : Monster Hunt 2
- Réalisation : Raman Hui
- Pays d'origine :  Chine

## Distribution
- Tony Leung[3] : Tu Sigu
- Bai Baihe[1] : Huo Xiaolan
- Jing Boran[1] : Song Tianyin
- Li Yuchun[3] : Zhu Jinzhen
- Tony Yang[3] : Yunqing
- Huang Lei (en) : le médecin
- Sandra Ng : Ying
- Eric Tsang : Zhugao
- Wu Mochou (en) : Xiaobaozi
- Song Xiaobao
- Da Peng
- Liu Yan
- X-Nine

## Production
Après le succès du premier film, Edko Films met en route la production d'une suite avec le double d'effets visuels, en ajoutant plus de monstres, en construisant de plus grands décors, en augmentant la production de merchandising et les alliances marketing, et en ajoutant une vedette (Tony Leung) à la distribution.
Le tournage commence à Pékin en octobre 2016. Le film met trois ans à être terminé, par rapport aux sept années demandées pour le premier film.
Les effets visuels sont le fruit d'une demi-douzaine d'entreprises au niveau international, Industrial Light & Magic et Whiskytree aux États-Unis, BaseFX à Pékin, Original Force à Nankin, Trouper Visual Effects à Shanghai et CGCG à Taïwan.

## Musique et bande originale
| 1. | Stand Up (什么什么) | Jolin Tsai | 3:20 |

## Commercialisation
Edko Films signe de nombreux partenariats de licence pour la commercialisation du film. Il s'associe avec Alibaba sur le merchandising, et avec Chimelong (en), le plus grand parc à thème national de Chine, pour développer des attractions inspirées par la franchise. Il signe également avec SM Supermalls (en), le plus grand centre commercial de Chine. De plus, Lionsgate discute d'une attraction Monster Hunt au Moyen-Orient.

## Sortie
Le film sort en Chine le 16 février 2018 pour coïncider avec le Nouvel An chinois. Il est projeté à la Berlinale 2018 dans la catégorie hors-compétition.
Au Festival de Cannes 2018, Lionsgate acquiert les droits de distribution en Amérique du Nord et au Royaume-Uni ainsi que des droits sur les lieux de divertissement situés dans certains territoires. Le film sort au même moment en Amérique du Nord et en Chine1. Lionsgate réserve 70 écrans pour son premier jour d'exploitation.

## Accueil

### Box-office
Poussé par le succès du premier film et son impact sur le cinéma chinois, sa suite est très attendue par le public et est déjà prévue comme un énorme succès commercial. Cependant, il sort durant la stratégique période du Nouvel An chinois, ce qui aide à son succès malgré la concurrence féroce. Sur son marché local, le film totalise environ 7,8 millions $ de billets pré-réservés pour sa première journée (somme qui atteint ensuite 70,6 millions yuan ou 11,3 millions $ quatorze jours avant sa sortie)), dix-sept jours avant sa première. Par comparaison, Journey to the West: The Demons Strike Back et The Mermaid avait atteint cette somme à trois et quatre jours, respectivement, avant leur sortie. Vers 19h30 (heure de Greenwich) lors de son premier jour, la vente de tickets surpasse le record de celle de Fast and Furious 8. Durant la journée complète, le film rapporte environ 555 millions de yuan (85,9 millions $), établissant ainsi un nouveau record pour une seule journée et occupant 44 % du marché. Il est également le quatrième jour le plus lucratif dans un seul pays derrière les sorties nord-américaines de Star Wars, épisode VII : Le Réveil de la Force (119 millions $), sa suite, Star Wars, épisode VIII : Les Derniers Jedi (105 millions $) et Harry Potter et les Reliques de la Mort - 2ème partie (91 millions $),. Tout compris, le premier jour rapporte finalement 603 millions de yuan (95,7 millions $), tandis que d'autres sources signalent 97 millions $. The Hollywood Reporter note que s'il y avait eu moins de concurrence, le film aurait battu le record du plus lucratif premier jour de tous les temps.
Avec un total de 1,14 milliard de yuans (178,7 millions $), y compris les suppléments en ligne, il bat le record pour un premier week-end en Chine, surpassant Wolf Warriors 2, et monopolisant 81 % du box-office total du week-end. Il est estimé que 7 millions de dollars seulement proviennent des salles IMAX. Le film fait face à Detective Chinatown 2 (154 millions $), The Monkey King 3 (79,9 millions $), Operation Red Sea (70,3 millions $) et Boonie Bears: The Big Shrink (40,9 millions $) qui battent un record de 3,21 milliards de yuans (506 millions $) avec les ventes de billets en ligne, soit plus du double de l'exploit réalisé en 2017 (205 millions $) et 2016 (224 millions $) sur la même période,. Le précédent record du plus lucratif week-end précédent était tenu en Amérique du Nord au cours du week-end du 18 au 20 décembre 2017, lorsque les recettes combinées de plusieurs films avaient généré 306 millions $ (grâce aux 248 millions $ de Star Wars, épisode VII : Le Réveil de la Force,. En outre, les recettes combinées d'IMAX des trois films établissent également un nouveau record avec 15,1 millions $, menés par Monster Hunt 2 et Detective Chinatown 2 (6,7 millions $).
Aux États-Unis et au Canada, le film totalise 120 000 $ lors de son premier jour pour 70 écrans, et 335 000 $ pour son premier week-end.

### Accueil critique
Le film reçoit la note de 8,5 sur 10 par les cinéphiles sur Maoyan (en).

## Suites
Raman Hui et le producteur William Kong auraient prévu une histoire allant jusqu'à quatre films. Ils déclarent au Hollywood Reporter en février 2018 qu'ils envisagent de faire un film d'animation après le quatrième film et un spin-off potentiel,.